# Kayalıköy, Karamanlı
Kayalı là một xã thuộc huyện Karamanlı, tỉnh Burdur, Thổ Nhĩ Kỳ. Dân số thời điểm năm 2010 là 82 người.